# 고동물학
고동물학(古動物學)은 지질 시대의 동물에 관한 걸 연구하는 학문이다.
고생물학, 고생물학 또는 동물학의 한 분야로서 지질학적(심지어는 고고학적) 맥락에서 다세포 동물 유적의 복구 및 식별과 선사 시대 환경 및 고대 생태계의 재건에 이러한 화석을 사용하는 것을 다루고 있다.
이들 후생대의 결정적이고 거시적인 잔해는 신원생대 에디아카라기 이후의 화석 기록에서 발견되지만, 고생대 후반의 데본기 후기까지는 흔하지 않다.
아마도 가장 잘 알려진 대형 화석 그룹은 공룡일 것이다. 널리 알려진 다른 동물 유래 거대화석으로는 삼엽충, 갑각류, 극피동물, 완족류, 연체동물, 경골어류, 상어, 척추동물 이빨, 수많은 무척추동물 그룹의 껍데기 등이 있다. 이는 뼈, 치아, 껍데기와 같은 단단한 유기 부분이 부패에 저항하고 가장 일반적으로 보존되고 발견되는 동물 화석이기 때문이다. 해파리, 편형동물, 선충류, 곤충과 같은 전적으로 부드러운 몸을 가진 동물은 결과적으로 거의 화석화되지 않는다. 이러한 그룹은 단단한 유기 부분을 생성하지 않기 때문이다.

## 같이 보기
- 화석
- 무척추동물
- 고식물학
- 생흔화석
- 척추동물
- 동물학